# Eiji Ōue
Eiji Ōue (japanisch 大植 英次, Ōue Eiji; * 3. Oktober 1957 in Hiroshima) ist ein japanischer Dirigent.

## Leben
Eiji Ōue wurde 1957 als Sohn einer früheren Samurai-Familie geboren. Im Alter von vier Jahren begann er mit dem Klavierspiel. Im Alter von 15 Jahren begann er Dirigierstudien bei Hideo Saitō an der Toho Gakuen School of Music. Im Jahr 1978 erhielt er eine Einladung von Seiji Ozawa zu einem Sommerstudium im Tanglewood Music Centre. Hier lernte er seinen zukünftigen Mentor Leonard Bernstein kennen, mit dem er später gemeinsam drei internationale Konzerttourneen unternahm. Er unterstützte Leonard Bernstein bei der Gründung des Pacific Music Festival in Sapporo im Jahr 1990 und wirkte dort als Dirigent.
Er war unter anderem Chefdirigent des Erie Philharmonic Orchestra (1991–1995), Musikalischer Direktor des Minnesota Orchestra (1995–2002), Musikalischer Direktor des Grand Teton Music Festival in Wyoming (1997–2003), Chefdirigent des Osaka Philharmonic Orchestra (2003–2011) und Chefdirigent des Orquestra Simfònica de Barcelona i Nacional de Catalunya (2006–2010). Im Jahr 2005 wurde er als erster asiatischer Dirigent zu den Bayreuther Festspielen eingeladen und leitete eine umstrittene Aufführung von Richard Wagners Tristan und Isolde, in deren Folge er 2006 von Peter Schneider abgelöst wurde.
Nach einer gemeinsamen Konzerttour 1997 wurde Eiji Ōue für die Konzertsaison 1998/1999 bis 2008/2009 Chefdirigent der NDR Radiophilharmonie in Hannover. Ōue ist Initiator des NDR Musiktages in Hannover, zu dem Konzerte an zahlreichen ungewöhnlichen Orten in der Stadt stattfinden. Eiji Ōue hat seit dem Jahr 2000 eine Professur für Dirigieren an der Musikhochschule Hannover inne.

## Auszeichnungen
- 1981: 1. Preis und die Hans-Haring-Goldmedaille des Dirigentenwettbewerbs am Salzburger Mozarteum
- 1990: Koussevitzky Memorial Fellowship Preis in Tanglewood
- 2005: Praetorius Musikpreis des Landes Niedersachsen[6]
- 2. Juni 2009: Niedersächsischer Verdienstorden 1. Klasse